# 47 Meters Down: Uncaged
Série
47 Meters Down
(2017)
Pour plus de détails, voir Fiche technique et Distribution.
47 Meters Down: Uncaged ou Instinct de Survie : Piégés au Québec est un film d'horreur américano-britannique réalisé par Johannes Roberts et écrit par Ernest Riera, sorti en 2019 . Il s’agit de la suite de 47 Meters Down (2017).

## Synopsis
Un groupe de filles décide d'aller visiter d'anciennes grottes sous-marines au large des côtes mexicaines. Alors qu'elles sont émerveillées par la beauté du paysage sous-marin, l'aventure se transforme rapidement en cauchemar. En effet, elles découvrent qu'elles ne sont pas seules dans ces grottes sous-marines. Au fin fond de l'océan, elles vont devoir affronter les espèces les plus meurtrières de requins de la planète.

## Fiche technique
- Titre original : 47 Meters Down : Uncaged
- Titre québécois : Instinct de Survie : Piégés
- Réalisation : Johannes Roberts
- Scénario : Johannes Roberts et Ernest Riera
- Photographe : Mark Silk
- Montage : Martin Brinkler
- Musique : Tomandandy
- Producteurs : James Harris, Mark Lane et Robert Jones
- Sociétés de production : Entertainment Studios Motion Pictures et The Fyzz Facility
- Société de distribution : Entertainment Studios Motion Pictures (États-Unis), VVS Films (Québéc), Amazon Prime Vidéo (France)
- Genre : horreur, thriller
- Durée : 90 minutes
- Dates de sortie :
  - États-Unis : 16 août 2019
  - France : 2 janvier 2020 (sur Amazon Prime Vidéo)

## Distribution
- Sophie Nélisse (VF : Ludivine  Maffren ; VQ : Elle-Même) : Mia Riley[2],[3]
- Corinne Foxx (VF : Adeline Chetail ; VQ : Clara Prévost) : Sasha Riley[2],[3]
- Brianne Tju (VQ : Stéfanie Dolan) : Alexa[2],[3]
- Sistine Stallone (VQ : Maude Hébert) : Nicole[2],[3]
- Davi Santos : Ben[2],[3]
- Khylin Rhambo : Carl[2],[3]
- Brec Bassinger : Catherine[4],[5]
- John Corbett (VF : Jérôme Keen ; VQ : Daniel Picard) : Grant Riley[2],[3]
- Nia Long (VF : Ninou Fratellini) : Jennifer Riley[2],[3]

 Source et légende : version québécoise (VQ) sur Doublage.qc.ca